# Солёный пёс (фильм)
«Солёный пёс» — советский полнометражный цветной художественный фильм, поставленный на Киностудии «Ленфильм» в 1973 году режиссёром Николаем Кошелевым по одноимённому рассказу Фёдора Кнорре.
Премьера фильма в СССР состоялась 23 декабря 1974 года.

## Сюжет
После того, как ощенилась дворняга, хозяин решил ликвидировать как её, так и щенят. Но в живых остался один рыжий щенок, который, переплыв залив, оказался в многолюдном городе. Вскоре щенка встретил механик Мартьянов с судна «Алексей Толстой», который решил взять щенка в плавание.

## В ролях
| Актёр                | Роль                                 |
| -------------------- | ------------------------------------ |
| Владимир Меньшов     | Мартьянов                            |
| Татьяна Шестакова    | Надя                                 |
| Николай Лавров       | Сысоев                               |
| Витаутас Паукште     | капитан (озвучивание — Игорь Ефимов) |
| Борис Аракелов       | боцман                               |
| Виктор Перевалов     | кок                                  |
| Надежда Жилинская    | Люся                                 |
| Николай Кузьмин      | хозяин                               |
| Юра Поволоцкий       | мальчик                              |
| Тамара Уржумова      | мать мальчика                        |
| Игорь Шибанов        | отец мальчика                        |
| Алексей Лазовский    | эпизод                               |
| Рудольф Мухин        | эпизод                               |
| Александр Павловский | моряк                                |
| Алексей Стрелков     | эпизод                               |
| Ирина Смирнова       | эпизод                               |
| Ф. Фаткулин          | эпизод                               |
| Зиновий Гердт        | рассказчик                           |

## Съёмочная группа
- Сценарий — Фёдора Кнорре
- Режиссёр-постановщик — Николай Кошелев
- Оператор-постановщик — Алексей Гамбарян
- Художник-постановщик — Борис Бурмистров
- Режиссёры — Г. Мочалов, В. Томах
- Композитор — Владислав Успенский
- Звукооператор — Ася Зверева
- Монтаж — И. Смирновой, О. Амосовой
- Редактор — Л. Иванова
- Художник по костюмам — Н. Избинская
- Художник-гримёр — М. Л. Еранцева
- Оператор — Л. Александров
- Художники-декораторы — Вера Зелинская, И. Зайцева
- Ассистенты:
режиссёра — В. Синило
оператора — Вадим Лунин, А. Родионов
- Дрессировщики — Л. И. Острецова, В. Обрезков
- Комбинированные съёмки:
Оператор — Л. Поликашкин
Художник — Л. Холмов
- Симфонический оркестр ленинградской филармонии
Дирижёр — Юрий Серебряков
- Директор картины — Андрей Лавров
- В съёмках принимали участие экипажи судов Черноморского морского пароходства